# Carl von Ossietzky
(Willy Brandt)
Carl von Ossietzky (Amburgo, 3 ottobre 1889 – Berlino, 4 maggio 1938) è stato un giornalista tedesco, vincitore del Premio Nobel per la pace nel 1935.

## Biografia
Nacque in una famiglia di origine polacca, rimanendo orfano di padre nel 1891, all'età di 2 anni. Nel 1898 la madre si risposò con Gustav Walther, attivista socialdemocratico, che influenzò decisivamente la crescita del giovane Carl. Nel 1906 abbandonò gli studi per dedicarsi alla grande passione della sua vita, il giornalismo. Iniziò a collaborare con testate di chiara ispirazione socialista, come il Das Freie Volk (La gente libera).

### Il pacifismo
Il suo impegno alla ricerca della pace nel contesto del periodo precedente la prima guerra mondiale lo portò all'attenzione delle autorità, che lo processarono per oltraggio al potere.
Il 22 maggio 1914 Ossietzky sposò Maud Woods, ricca nobildonna inglese, che intervenne economicamente per il rilascio del marito.
Nel giugno del 1916 venne chiamato alle armi, chiamata a cui dovette rispondere per non infrangere la legge. Dopo la fine della guerra rientrò ad Amburgo; la volontà di affermare la sua causa lo indusse ad impegnarsi con sempre maggiore energia allo sviluppo di un ideale pacifista nella sua terra. Divenne il segretario generale della Società tedesca della pace, fondando un mensile, il Mitteilungsblatt, approfondimento delle tematiche pacifiste del movimento.
Nell'aprile del 1919 aderì alla Massoneria, nella Loggia di Amburgo Menschentum (Umanità). Dal 1927 Ossietzky divenne coeditore del settimanale berlinese Die Weltbühne, assieme a Kurt Tucholsky.

### L'incarcerazione

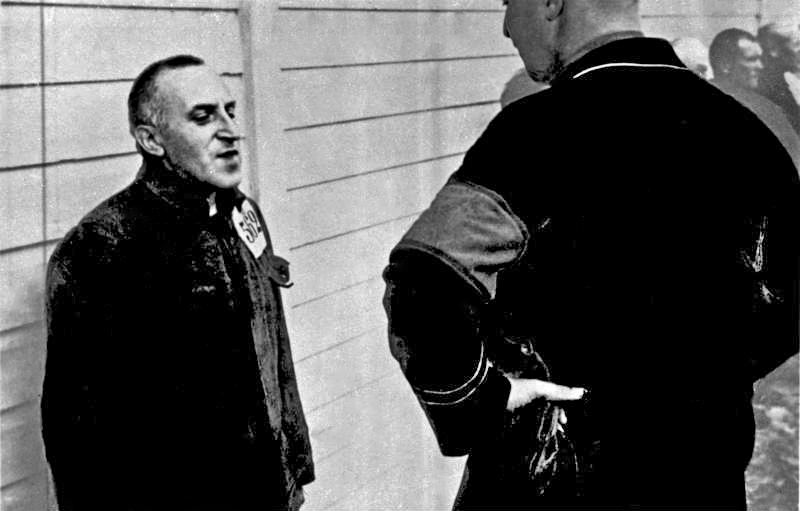
Carl von Ossietzky incarcerato nel campo di concentramento di Esterwegen (1934)

Con l'ascesa dei consensi del partito nazionalsocialista, Ossietzky si rese conto del mutamento politico del suo paese, ma proseguì nella strenua difesa del dialogo. Nel marzo del 1929 una sua inchiesta dimostrò il progressivo riarmo della nazione, la rifondazione della Luftwaffe e l'addestramento di piloti in Unione Sovietica, in violazione del Trattato di Versailles del 1919. Per questa indagine venne processato nel 1931, e condannato per spionaggio e alto tradimento a 8 mesi di prigione.
Nel gennaio 1933 il Partito nazista di Adolf Hitler salì al potere in Germania. Il 28 febbraio successivo Carl von Ossietzky fu nuovamente arrestato, questa volta dalla Gestapo, e trasferito prima alla prigione di Berlino, poi nel campo di concentramento di Sonnenburg ed infine in quello di Papenburg-Esterwegen.

### Il Premio Nobel
Ricevuto il Premio Nobel per la pace nel 1935, il regime nazista rifiutò di liberare il prigioniero, ammalatosi intanto di tubercolosi. Il premio non poté essere consegnato, poiché il governo tedesco decise, a partire dal conferimento del Nobel per la pace a Ossietzky, di rifiutare qualsiasi premio indirizzato a personalità della nazione. Trasferito in un ospedale civile nel maggio del 1936, Ossietzky morì nel 1938, nel letto d'ospedale, mentre era ancora sotto custodia della polizia tedesca.

### Altro
Nel 1990 la figlia di Ossietzky, Rosalinda von Ossietzky-Palm, chiese il riesame del processo intentato al padre, ma la Corte suprema riconfermò il verdetto del 1931.